# Шугар-Сіті (Айдахо)
Шугар-Сіті (англ. Sugar City) — місто в окрузі Медісон, штат Айдахо, США. Згідно з переписом 2010 року населення становило 1514 осіб, що на 272 особи більше, ніж 2000 року.

## Географія
Шугар-Сіті розташований за координатами 43°52′31″ пн. ш. 111°45′9″ зх. д. / 43.87528° пн. ш. 111.75250° зх. д. (43.875275, -111.752500).  За даними Бюро перепису населення США в 2010 році місто мало площу 4,62 км², з яких 4,61 км² — суходіл та 0,02 км² — водойми.

## Демографія

### Перепис 2010 року
За даними перепису 2010 року, у місті проживало 1514 осіб у 419 домогосподарствах у складі 373 родин. Густота населення становила 328,4 ос./км². Було 434 помешкання, середня густота яких становила 94,1/км². Расовий склад міста: 91,3 % білих, 0,1 % афроамериканців, 0,4 % індіанців, 0,3 % азіатів, 6,7 % інших рас, а також 1,2 % людей, які зараховують себе до двох або більше рас. Іспанці та латиноамериканці незалежно від раси становили 10,9 % населення.
Із 419 домогосподарств 52,5 % мали дітей віком до 18 років, які жили з батьками; 75,7 % були подружжями, які жили разом; 11,0 % мали господиню без чоловіка; 2,4 % мали господаря без дружини і 11,0 % не були родинами. 10,3 % домогосподарств складалися з однієї особи, в тому числі 5,5 % віком 65 і більше років. У середньому на домогосподарство припадало 3,61 мешканця, а середній розмір родини становив 3,87 особи.
Середній вік жителів міста становив 24,8 року. Із них 39,5 % були віком до 18 років; 10,7 % — від 18 до 24; 22 % від 25 до 44; 18,7 % від 45 до 64 і 9 % — 65 років або старші. Статевий склад населення: 48,4 % — чоловіки і 51,6 % — жінки.
Середній дохід на одне домашнє господарство  становив 62 071 долар США (медіана — 54 609), а середній дохід на одну сім'ю — 66 774 долари (медіана — 57 000). Медіана доходів становила 47 292 долари для чоловіків та 17 286 доларів для жінок. За межею бідності перебувало 8,1 % осіб, у тому числі 7,8 % дітей у віці до 18 років та 0,0 % осіб у віці 65 років та старших.
Цивільне працевлаштоване населення становило 571 осіб. Основні галузі зайнятості: освіта, охорона здоров'я та соціальна допомога — 23,1 %, роздрібна торгівля — 16,5 %, мистецтво, розваги та відпочинок — 14,0 %.

### Перепис 2000 року
За даними перепису 2000 року, в місті проживало 1 242 осіб у 326 домогосподарствах у складі 292 родин. Густота населення становила 614,8 ос./км². Було 336 помешкань, середня густота яких становила 166,3/км². Расовий склад міста: 92,83 % білих, 0,16 % афроамериканців, 0,16 % індіанців, 0,81 % азіатів, 4,51 % інших рас і 1,53 % людей, які зараховують себе до двох або більше рас. Іспанці та латиноамериканці незалежно від раси становили 8,29 % населення.
Із 326 домогосподарств 57,4 % мали дітей віком до 18 років, які жили з батьками; 80,7 % були подружжями, які жили разом; 7,7 % мали господиню без чоловіка, і 10,4 % не були родинами. 8,9 % домогосподарств складалися з однієї особи, в тому числі 3,1 % віком 65 і більше років. У середньому на домогосподарство припадало 3,81 мешканця, а середній розмір родини становив 4,08 особи.
Віковий склад населення: 40,6 % віком до 18 років, 10,9 % від 18 до 24, 22,3 % від 25 до 44, 19,5 % від 45 до 64 і 6,8 % років і старші. Середній вік жителів — 24 року. Статевий склад населення: 50,4 % — чоловіки і 49,6 % — жінки.
Середній дохід домогосподарств у місті становив $45 500, родин — $46 333. Середній дохід чоловіків становив $30 139 проти $22 917 у жінок. Дохід на душу населення в місті був $12 737. Приблизно 6,1 % родин і 7,8 % населення перебували за межею бідності, включаючи 10,5 % віком до 18 років і 2,3 % від 65 і старших.